# Autographa crypta
Autographa crypta är en fjärilsart som beskrevs av Claude Dufay 1973. Autographa crypta ingår i släktet Autographa och familjen nattflyn. Inga underarter finns listade i Catalogue of Life.